# Papaipema lacinariae
Papaipema lacinariae är en fjärilsart som beskrevs av Bird 1923. Papaipema lacinariae ingår i släktet Papaipema och familjen nattflyn. Inga underarter finns listade i Catalogue of Life.